# Lars Rydberg
Lars Otto Rydberg, född den 17 juni 1929 i Göteborg, död den 15 maj 2002 i Linköping, var en svensk ämbetsman.
Rydberg avlade studentexamen i Halmstad 1948, reservofficersexamen 1950 och juris kandidatexamen vid Lunds universitet 1955. Han genomförde tingstjänstgöring i Linköpings domsaga 1956–1958. Rydberg blev extra ordinarie länsnotarie i Malmöhus län 1958, förste länsnotarie i Östergötlands län 1961, tillförordnad förste länsassessor där 1964, ordinarie länsassessor 1965, länsråd och chef för planeringsavdelningen vid länsstyrelsen i Östergötlands län 1971, ställföreträdare för landshövdingen 1973. Han var löjtnant i Hallands regementes reserv. Rydberg blev riddare av Nordstjärneorden 1970.
Rydberg var värd för programmet Sommar i P3 den 13 augusti 1979.